# Popteen
Popteen est un magazine japonais spécialisé dans la mode Kogyaru. Il parle surtout de beauté et de vêtements, et promeut de grandes marques.

## Mise en page
Le design du magazine est purement Kawaii, principalement dans des tons roses. Il cherche avant tout à plaire aux jeunes filles.
Popteen est aussi vendu en Thaïlande.